# Науаф ал-Ахмад ал-Джабер ал-Сабах
Науаф ал-Ахмад ал-Джабер ал-Сабах (на арабски: نَوَّاف الأَحمَد الْجَابِر الصَّباح) е емир на Кувейт от 29 септември 2020 г. до смъртта си през 2023 г.
Той е министър на вътрешните работи (1978 – 1988, 2003 – 2006), министър на отбраната (1988 – 1991) и вицепремиер (2020 – 2023). Науаф е номиниран за престолонаследник на 7 февруари 2006 г., по време на управлението на неговия полубрат Сабах ал-Ахмад ал-Джабер ал-Сабах. По време на тригодишното си управление като емир той се бори с вътрешнополитически конфликти.

## Биография
Науаф ал-Ахмад ал-Джабер ал-Сабах е роден на 25 юни 1937 г. Той е син на десетия владетел на Кувейт, Ахмад ал-Джабер ал-Сабах. Учил е в различни училища в Кувейт, сред които Хамада, Шарк, Ал-Накра, Истърн и Мубаракия.
Постепенно Науаф става един от най-старшите членове на династията ал-Сабах. На 21 февруари 1962 г., когато е на 25 години, той е назначен за губернатор на Хауали и заема поста до 19 март 1978 г. Той е министър на вътрешните работи на Кувейт от 1978 г. до 26 януари 1988 г., когато е назначен за министър на отбраната. След освобождението на Кувейт по време на войната в Персийския залив, Науаф е назначен за изпълняващ длъжността министър на труда и социалните въпроси и заема поста от 20 април 1991 г. до 17 октомври 1992 г. След назначаването му в кабинета през 1991 г. група висши военни офицери изпращат писмо до Джабер ал-Ахмад, тогавашния емир, изисквайки Науаф, министър на отбраната по време на иракската инвазия в Кувейт, и Салем ал-Сабах, министър на вътрешните работи по време на инвазията, да бъдат освободени от правителството и разследвани за липсата на военна готовност на Кувейт в деня на инвазията. В резултат на това Науаф не е назначен на министерски пост до 2003 г.
На 16 октомври 1994 г. Науаф е назначен за заместник-началник на Националната гвардия на Кувейт и заема този пост до 2003 г. Същата година той отново поема поста министър на вътрешните работи за кратко, до 16 октомври 2003 г., когато е издаден указ за назначаването му за първи заместник министър-председател и министър на вътрешните работи на Кувейт. Науаф подкрепя програми, които насърчават националното единство между Съвета за сътрудничество на арабските държави от Персийския залив и арабските страни.
С възкачването на Сабах ал-Ахмад ал-Джабер ал-Сабах начело на Кувейт на 29 януари 2006 г., на 7 февруари 2006 г. е издаден указ, официално определящ Науаф за престолонаследник. Това противоречи на традицията на семейство ал-Сабах, според която длъжностите на емира и престолонаследника трябва да се редуват между клоновете ал-Джабер и ал-Салем.
Сабах умира на 29 септември 2020 г. и Науаф е обявен за емир на Кувейт по време на заседание на парламента.
През 2021 г. е съобщено, че Науаф се е лекувал в Съединените щати за неуточнено медицинско състояние.
На 29 ноември 2023 г. Науаф е приет в болница по спешност. Той умира на 16 декември 2023 г. на 86-годишна възраст и е наследен като емир от своя полубрат Мeшаал.